# Fischer Airfish AF-2
Der Airfish AF-2 war ein Versuchsträger der Fischer Flugmechanik, das auf die bootstechnische Handhabbarkeit von Bodeneffektfahrzeugen ausgerichtet war. Erste Erprobungsflüge fanden ab 1989 in Essen auf dem Baldeney See statt.

## Geschichte
Nachdem Hanno Fischer und Klaus Matjasic mit dem Airfish AF-1 die bootstechnische Nachweisführung für ihr Bodeneffektfahrzeug abgeschlossen hatten, überarbeitete Fischer den Entwurf, um den praktischen Anforderungen eines Bootbetriebs mit dem Fahrzeug näher zu kommen. Ein gravierender Nachteil des Airfish AF-1 bestand in seiner großen Spannweite, die einen Betrieb in engen Wasserstraßen oder an Schiffsanlegern behinderte. Dieses Defizit wurde mit dem neuen als Airfish AF-2 bezeichneten Versuchsträger beseitigt.

## Konstruktion
Fischers neuer Entwurf behält den Rumpf des Airfish AF-1 weitgehend bei. Er erhält einen neuen, um 30 % verkürzte, neue Flügelkonstruktion und ein modifiziertes Leitwerk. Durch verschiedene hydromechanische Veränderungen und einen neuen Motor konnte die Flächenbelastung gegenüber dem AF-1 Entwurf deutlich verbessert werden. Der Airfish AF-2 entstand 1989 unter weitgehender Wiederverwendung von Baugruppen aus dem ersten Versuchsträger AF-1.

## Erprobung
Die Erprobung des Airfish AF-2 auf dem Baldeney See bei Essen verlief 1989 erfolgreich. Der AF-2 war der erste praktikabel als Boot nutzbare Airfish, der die Belange von Sportbootführern abdeckte.

## Technische Daten
| Kenngröße             | FF Airfish AF-2 |
| --------------------- | --------------- |
| Besatzung             | 1               |
| Passagiere            | -               |
| Länge                 | 8,50 m          |
| Spannweite            | 6,80 m          |
| Höhe                  | 2,10 m          |
| Flügelfläche          | m²              |
| Flügelstreckung       |                 |
| Gleitzahl             |                 |
| Geringstes Sinken     |                 |
| Nutzlast              |                 |
| Leermasse             |                 |
| max. Startmasse       | 580 kg          |
| Reisegeschwindigkeit  | 120 km/h        |
| Höchstgeschwindigkeit |                 |
| Dienstgipfelhöhe      | 0,1 m           |
| Reichweite            |                 |
| Triebwerke            | 70 PS (51 kW)   |

## Folge-Entwürfe
Der Amerikaner Bill Russel war 1990 an einer Vermarktung des Airfish AF-2 im amerikanischen Markt interessiert und spezifizierte hierzu seine Anforderungen an das erste markttaugliche Bodeneffektfahrzeug für Sportbootführer. Auf Basis dieser Spezifikation entwickelte Hanno Fischer den Airfish AF-3.
Der Versuchsträger Airfish AF-2 kam später ins Luftfahrtmuseum Köln und von dort an seinen heutigen Standort in der Ausstellung des Luftfahrtmuseums Merseburg.

## Verwandte Entwicklungen
- Airfish AF-1 (Vorgänger)
- Airfish AF-3 (Weiterentwicklung)